# Ferdinand Jodl (Architekt)
Ferdinand Jodl (* 21. Dezember 1805 in München; † 24. Februar 1882 ebenda) war ein deutscher Architekt und Architekturmaler.

## Leben

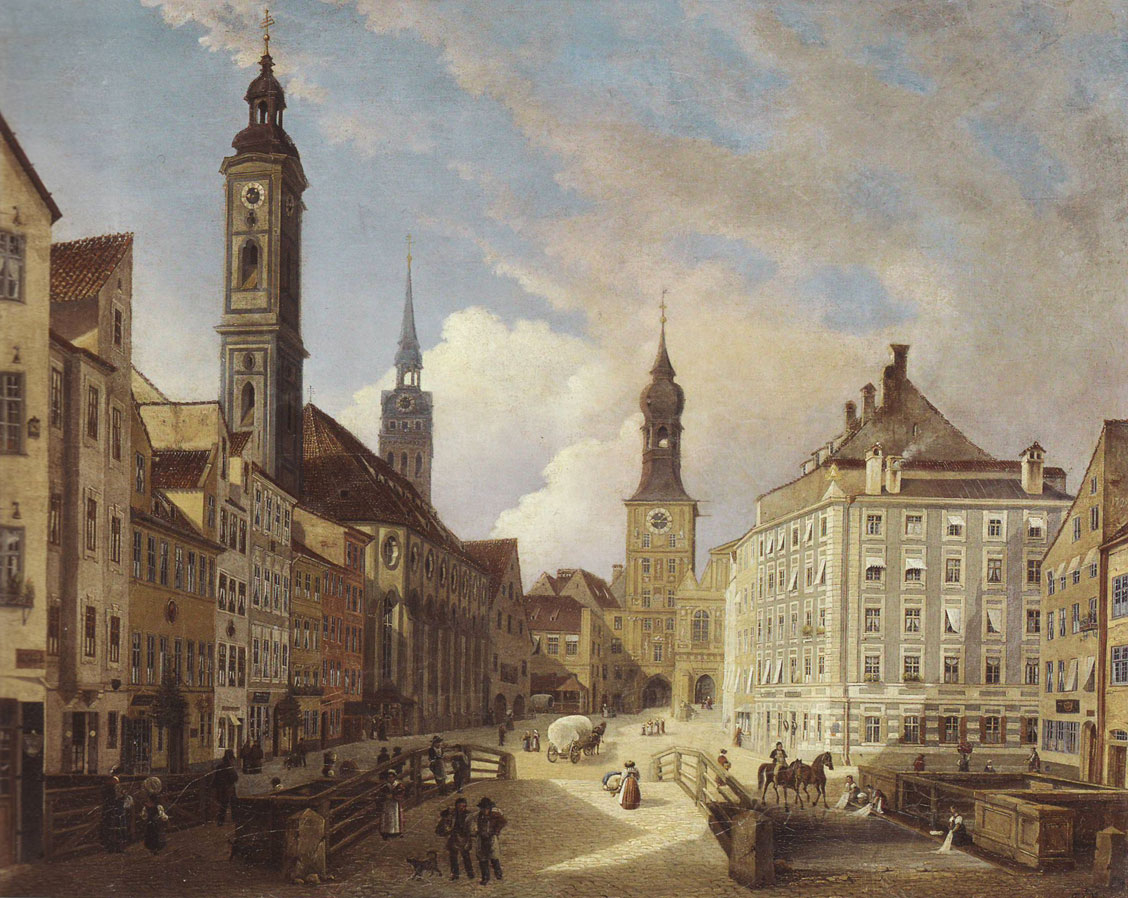
Das Tal mit der Hochbrücke, 1835

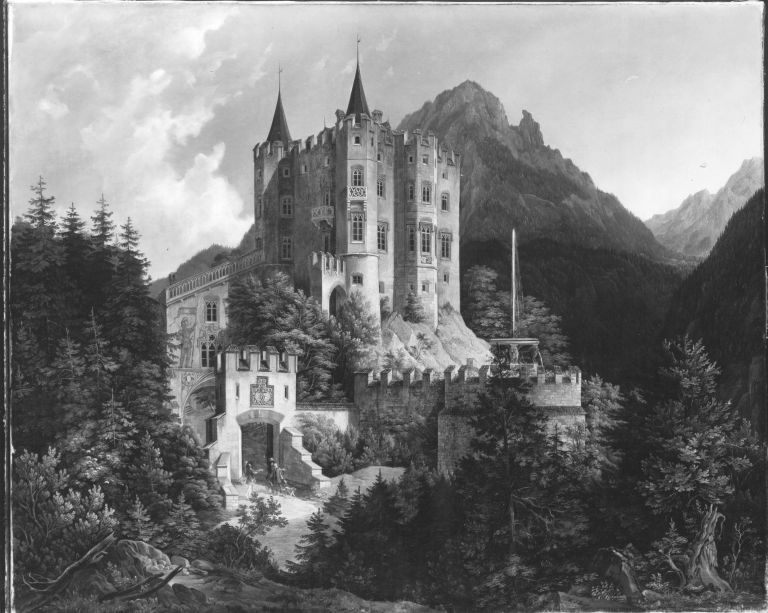
Das Schloss Hohenschwangau, 1836, Schwarz-Weiß-Wiedergabe, Bayerische Staatsgemäldesammlungen

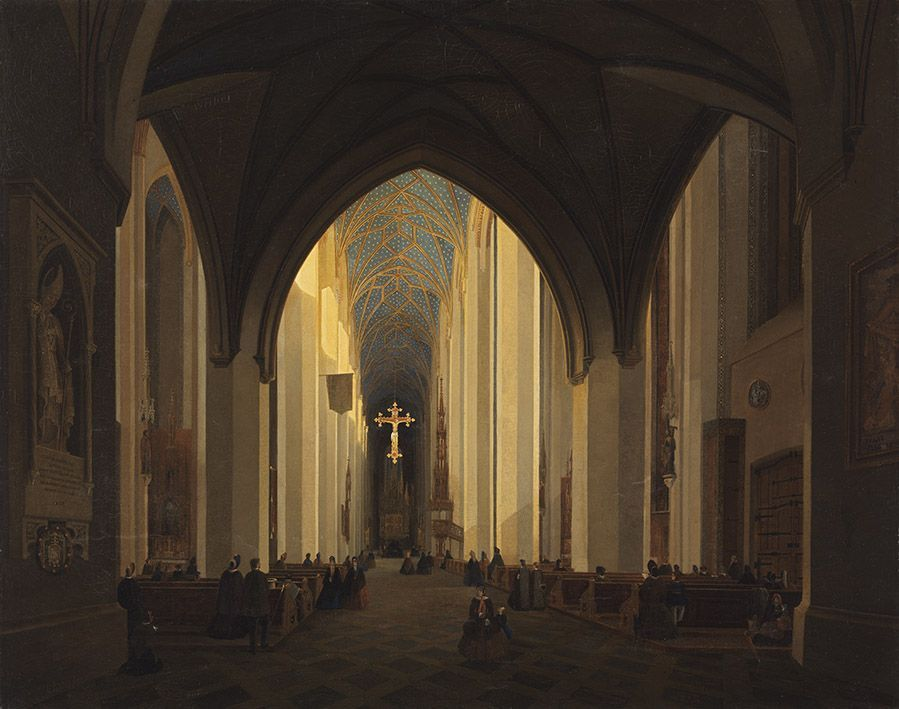
Das Innere der Frauenkirche, 1864, Bayerische Staatsgemäldesammlungen

Jodl, Sohn des Hofbauzeichners Johann Jodl, gehörte der Münchner Beamtenfamilie Jodl an. Zu seinen Neffen zählte der Philosoph und Psychologe Friedrich Jodl, zu seinen Großneffen gehörten die ranghohen NS-Offiziere und Brüder Alfred Jodl und Ferdinand Jodl.
Ferdinand besuchte als Lehrling 1820 die Feiertagsschule München, wo er von Hermann Mitterer und Lorenz Schöpf (1793–1871) im Zeichnen ausgebildet wurde. Nach einem Praktikum an der Hofbauintendanz schrieb er sich am 18. Oktober 1822 für das Fach Baukunst an der Königlichen Akademie der Bildenden Künste seiner Vaterstadt ein. 1823 war er Zeichner bei der Hoftheaterbaukommission. 1824 wurde er Baukondukteur II. Klasse bei der Hofbauintendanz und war als solcher bei den Bauten von Leo von Klenze tätig, so am Königsbau der Münchner Residenz, an der Allerheiligen-Hofkirche und am Bau des Festsaals der Münchner Residenz. 1839 bereiste er Frankreich und die Niederlande, nachdem er 1838 ein Reisestipendium erhalten hatte. Ab 1841 arbeitete er einige Jahre als Zivilbauinspektor I. Klasse in Speyer, der Hauptstadt des bayerischen Rheinkreises. In dieser Zeit entwarf er unter anderem Musterfassaden für Wohnhäuser in Ludwigshafen. Als Mitarbeiter von August von Voit verantwortete er auch den Bau von Kirchen in Albersweiler und den Ausbau des großen Saals in der Fruchthalle von Kaiserslautern. 1843 war er Hofbauinspektor in München, 1844 Zweiter Inspektor der Hofbauintendanz, 1855 Erster Inspektor und 1858 Baurat in der Obersten Baubehörde.
In die Architekturmalerei führte ihn insbesondere Domenico Quaglio ein, den er 1825 kennengelernt hatte und dem er in den 1830er Jahren bei dem Wiederaufbau von Schloss Hohenschwangau assistierte. Zu seinen besten Architekturbildern gehören:
- Das Tal mit der Hochbrücke, 1835
- Das Schloss Hohenschwangau, 1836 (mit Landschaft von Michael Lueger)
- Das Innere der Frauenkirche in München, 1864
- Außenansicht der Kirche Maria-Hilf in der Vorstadt Au
- Das Innere des Münsters zu Ulm
- Die Sebalduskirche in Nürnberg

Ferdinand Jodl starb 1882 im Alter von 76 Jahren in München.

## Grabstätte
Die Grabstätte von Ferdinand Jodl befand sich auf dem Alten Südlichen Friedhof in München (Gräberfeld 1, Reihe 1, Platz 20). Das Grab ist nicht mehr erhalten.